# Terra Indígena Riozinho do Alto Envira
Riozinho do Alto Envira é uma terra indígena na Amazônia Legal com área de 261 mil hectares, localizada nos municípios brasileiros de Feijó e Santa Rosa do Purus (estado do Acre), habitada pela etnias: Ashaninka, Isolados do Rio Jaminawá e, Isolados do Riozinho do Alto Envira. Localizada entre a unidade de conservação Floresta Nacional Santa Rosa do Purus e a fronteira Brasil-Perú. A área está registrada no CRI e na Secretaria de Patrimônio da União (SPU) via decreto s/n de 06 de junho de 2012.
Em 2007, os povos tradicionais, incluindo os indígenas, foram reconhecidas pelo governo brasileiro, através da Política Nacional de Desenvolvimento Sustentável dos Povos e Comunidades Tradicionais (PNPCT), por terem o modo de vida ligado aos recursos naturais e ao meio ambiente de forma harmônica e o uso comunitário da terra. Reafirmando aos indígenas o direito a sua terra tradicional e a proteção governamental. Assim a Fundação Nacional dos Povos Indígenas (FUNAI) atua nesta área através da Coordenação Regional do Juruá e do Distrito Sanitário Indígena do Alto Rio Juruá.
O estado do Acre é marcado por uma grande parte de sua área representada por áreas naturais protegidas como Terras Indígenas (TI) e Unidades de Conservação (UC). São 35 TI reconhecidas pelo governo federal, mas 24 plenamente regularizadas; com demarcações físicas homologadas pelo presidente e cadastradas na Secretaria de Patrimônio da União (SPU) e nos cartórios das comarcas.

## Distribuição municipal
Esta TI está distribuída em dois municípios do estado brasileiro do Acre:
| Município           | Área municípal (ha) | TI no município (ha) |
| ------------------- | ------------------- | -------------------- |
| Feijó               | 2 797 542           | 193 487 (74,14%)     |
| Santa Rosa do Purus | 614 561             | 69 467 (26,62%)      |

## Bioma
A Terra Indígena de Aripuanã está localizada na bacia hidrográfica dos rios Juruá e Purus e faz parte do bioma Amazônico, composto exclusivamente pela vegetação de floresta ombrófila aberta (clima mais seco de 2 a 4 meses por ano). 

## Organizações
Nesta área atua a Organização dos Povos Indígenas do Acre, Sul do Amazonas e Noroeste de Rondônia.

## Ameaças
Na região transfronteiriça Brasil-Peru (Acre, Ucayali e, Madre de Dios) existem muitas as ameaças, como as aberturas de estradas/ramais, a exploração madeireira, a caça/pesca ilegal, o tráfico, a pressão da exploração madeireira legalizada nos “Bosques de Produção Permanente” e, a pressão da exploração de petróleo/gás concedidos pelo governo peruano as empresas. E devido essas pressões, principalmente a partir de 2006, os povos isolados que vivem nesta área transfronteiriça foram forçados a ir para as áreas protegidas no Acre, principalmente próximo aos rios como: o Envira, onde estão as TI Alto Tarauacá, Kampa e Isolados do Rio Envira e, Riozinho do Alto Envira; os Jordão e Humaitá, onde estão as TI Kaxinawá do Rio Jordão e, Kaxinawá do Rio Humaitá.
No início do século XXI, os avistamentos e saques feitos pelos isolados têm aumentado nestas TI e nas moradias dos não indígenas do entorno, além de ocorrer conflitos entre os grupos isolados. Causando reordenamentos territoriais e o no próprio contato dos isolados, registrado em junho de 2014 pela Frente de Proteção Etnoambiental do Envira (FPEE).
Em setembro de 2024, no estado do Acre ocorreram 2 336 focos de queimadas que foram monitorados pelo Instituto Nacional de Pesquisas Espaciais (Inpe), que supera em 59% o ano passado, quando foram captados 1 466 focos. Onde o município mais afetado foi Feijó com 630 focos, que equivale a 27% dos focos, seguido por Tarauacá com 17,8% e, Cruzeiro do Sul, com 10%.
A TI é altamente ameaçada por madeireiros, que de acordo com o projeto Monitoramento da Floresta Amazônica Brasileira por Satélite (PRODES) do Instituto Nacional de Pesquisas Espaciais (INPE), esta área sofreu desmatamento de 351 hectares até o ano 2022.